# Matt Biondi
Matthew "Matt" Nicholas Biondi (Moraga, 8 de outubro de 1965) é um ex-nadador norte-americano medalha de ouro em três Olimpíadas; 1984, 1988 e 1992. Conseguiu oito medalhas de ouro, duas de prata e uma de bronze nos 50m, 100m e 200 metros, além dos revezamentos 4x100m e 4x200m nos nados livre, borboleta e medley.
Biondi foi recordista mundial dos 50m livres 2 vezes, entre 1986 e 1987, e entre 1988 e 1989. Também foi recordista mundial dos 100m livres entre 1985 e 1994.
Biondi foi eleito "Nadador do Ano" pela revista Swimming World Magazine em 1986 e 1988. Entrou no International Swimming Hall of Fame em 1997. 